# Alvaro Henry
Alvaro Henry, né le 14 février 2005 à Amsterdam, est un footballeur néerlandais qui évolue au poste d'arrière droit au Jong Ajax.

## Biographie

### Carrière en club
Né à Amsterdam, Alvaro Henry est passé par le centre de formation du FC Utrecht, avant de rejoindre celui de l'Ajax en 2019,.
Apparaissant comme une grande promesse de l'académie ajacide, il signe son premier contrat avec le club d'Amsterdam en avril 2021. Auteur d'un début de saison suivante prometteur avec les moins de 17 ans, il voit néanmoins son accès prévu à l'échelon supérieur mis à mal par une blessure sérieuse à la jambe droite, et ne recouvre sa forme qu'au printemps suivant.

### Carrière en sélection
Alvaro Henry est international néerlandais en équipes de jeunes. En avril 2022, il est sélectionné avec l'équipe de Pays-Bas des moins de 17 ans pour l'Euro 2022. À l'exception de la demi-finale où il est suspendu après accumulation de cartons jaunes, il prend part à tous les matchs de la compétition continentale. Les Pays-Bas se qualifient pour la finale du tournoi, après avoir battu l'Italie 2-1 en quart, puis avec une victoire aux tirs au but face à la Serbie en demi-finale, à la suite d'un score de 2-2 à la fin du temps réglementaire.

## Style de jeu
Alvaro Henry est un arrière droit, également capable de jouer comme central, décrit comme un joueur rapide et qui aime combiner dans le haut du terrain, il brille également par son application dans  les taches défensives, expliquant sa polyvalence,.

## Palmarès
Pays-Bas -17 ans
- Championnat d'Europe -17 ans :
  - Finaliste : 2022.